# Saison 5 de Vampire Diaries
Chronologie
Saison 4 Saison 6
Cet article présente les vingt-deux épisodes de la cinquième saison de la série télévisée américaine Vampire Diaries (The Vampire Diaries).

## Synopsis
Elena et Caroline entrent à l'université. Jeremy rentre à la Mystic School ; il est le seul à pouvoir voir Bonnie, décédée précédemment. Silas, ayant pris la place de Stefan à Mystic Falls, teste ses nouveaux pouvoirs, alors que Stefan souffre dans son coffre-fort au fond de la carrière, où il ne cesse de se noyer. À l'université, Elena et Caroline rencontrent leur nouvelle colocataire, Megan, soupçonnée d'être au courant de l'existence des vampires et du fait qu'Elena et Caroline en soient aussi. Toutefois, Megan est attaquée par un vampire et Elena découvre que Megan connaissait son père. À Mystic Falls, Silas hypnotise toute la population pour retrouver Katherine, désormais humaine, et la ville voit l'arrivée des « voyageurs », un vieux peuple de sorciers dont faisait partie Silas et Qetsiyah, il y a 2 000 ans. Un des voyageurs prend possession du corps de Matt pour découvrir où Katherine se cache et pour empêcher Silas de la capturer car, celle-ci ayant pris le remède, celui-ci coule dorénavant dans ses veines. Elena rencontre Silas et le prend pour Stefan, qui lui dit que Jeremy a été renvoyé et la contraint à vouloir tuer Damon. Mais ce dernier la ramène à la raison. Elle sait maintenant que Stefan souffre. Plus tard, le shérif sort un coffre du lac, Damon et Elena l'ouvrent et aperçoivent un cadavre vidé de son sang. Stefan est sorti mais il est affamé, au bord de la mort. Il est sauvé par Qetsiyah : voyant que ses chasseurs ont échoué dans leur mission de tuer Silas, elle est revenue pour aider Stefan. Elle lui apprend que Silas et Amara étaient les ancêtres de Stefan et Elena, les tout premiers double

## Distribution

### Acteurs principaux
- Nina Dobrev (VF : Caroline Lallau) : Elena Gilbert / Katherine Pierce / Amara
- Paul Wesley (VF : Stéphane Pouplard) : Stefan Salvatore / Silas / Tom Avery
- Ian Somerhalder (VF : Cédric Dumond) : Damon Salvatore
- Candice Accola (VF : Fily Keita) : Caroline Forbes
- Zach Roerig (VF : Yann Peira) : Matt Donovan
- Steven R. McQueen (VF : Fabrice Fara) : Jeremy Gilbert
- Katerina Graham (VF : Stéphanie Hédin) : Bonnie Bennett
- Michael Trevino (VF : Donald Reignoux) : Tyler Lockwood

### Acteurs récurrents
- Marguerite MacIntyre (VF : Emmanuèle Bondeville) : Elizabeth « Liz » Forbes
- Olga Fonda (VF : Agnès Manoury) : Nadia Pierce / Petrova
- Rick Cosnett (VF : Fabrice Josso) : Dr Wes Maxfield
- Shaun Sipos (VF : Alexandre Nguyen) : Aaron Whitmore
- Michael Malarkey (VF : Pascal Nowak) : Lorenzo « Enzo » Saint-John (à partir de l’épisode 9)
- Kendrick Sampson (VF : Diouc Koma) : Jesse
- Janina Gavankar (VF : Alexandra Garijo) : Tessa / Qetsiyah
- Penelope Mitchell (VF : Marie Tirmont) : Olivia « Liv » Parker
- Chris Brochu (VF : Franck Lorrain) : Luka « Luke » Parker
- Raffi Barsoumian (VF : Jean-François Cros) : Markos
- Caitlin McHugh (VF : Laëtitia Laburthe) : Sloan

### Invités
- Rick Worthy (en) (VF : Frantz Confiac) : Rudy Hopkins (épisode 1)
- Hans Obma : Gregor (épisodes 1 et 2)
- Hayley Kiyoko : Megan King (épisode 1)
- Sabrina Mayfield (VF : Laurence Charpentier) : Diane Freeman (épisodes 1, 6 et 13)
- Jason MacDonald (VF : Christian Visine]) : Grayson Gilbert (épisodes 1, 9 et 10)
- Heather Hemmens (VF : Caroline Victoria) Maggie James (épisode 18 et 19)
- Stéphanie Leroy (VF : Kelly Marot) : Valentine Monroe (épisodes 19 et 22)

### Invités spéciaux
- Claire Holt (VF : Adeline Moreau) : Rebekah Mikaelson (épisodes 1 et 11)
- Joseph Morgan (VF : Sébastien Desjours) : Niklaus « Klaus » Mikaelson (épisode 11)
- Daniel Gillies (VF : Arnaud Arbessier) : Elijah Mikaelson (épisode 11)
- Nathaniel Buzolic (VF : Nathanel Alimi) : Kol Mikaelson (épisode 18)
- Matt Davis (VF : Alexis Victor) : Alaric Saltzman (épisodes 11 et 22)
- Sara Canning (VF : Barbara Beretta) : Jenna Sommers (épisode 11)
- David Anders (VF : Vincent Ropion) : Jonathan « John » Gilbert (épisode 11)
- Bianca Lawson (VF : Sylvie Jacob) : Emily Bennett (épisode 11)
- Kayla Ewell (VF : Marie-Eugénie Maréchal) : Victoria « Vicki » Donovan (épisode 11 et 18)
- Arielle Kebbel (VF : Dorothée Pousséo) : Alexia « Lexi » Branson (épisode 22)

## Production

### Développement
Le 11 février 2013, la série a été renouvelée pour cette cinquième saison.

### Casting
Les acteurs Olga Fonda, Janina Gavankar, Shaun Sipos, Rick Cosnett, Michael Malarkey, Heather Hemmens, Chris Brochu et Raffi Barsoumian ont obtenu un rôle récurrent lors de cette saison.

### Diffusions
- Aux États-Unis, elle est diffusée depuis le 3 octobre 2013 sur The CW.
- Au Canada, elle est diffusée en simultané sur M3[10], puis le dimanche soir à 20 h sur CTV Two[11].

## Liste des épisodes

### Épisode 1:Un nouveau chapitre
- États-Unis : 3 octobre 2013 sur The CW[12]
- France : 29 août 2014 sur NT1[13]
- Québec :  2 février 2017 sur VRAK.TV

- États-Unis : 2,59 millions de téléspectateurs[14] (première diffusion)

- Marguerite MacIntyre (Shérif Elizabeth Forbes)

Après un été sensuel et décontracté, Elena s'apprête à emménager sur le campus de l'université de Whitmore avec Caroline. Cependant, aucune d'elles n'est au courant de la disparition funeste de Bonnie qui continue de communiquer avec ses amies par le biais de Jeremy. 
Damon est surpris de voir une Katherine humaine, en piteux état, lui demander de l'aide.
Matt revient de son voyage en Europe sans savoir qu'une charmante rencontre l'a suivi jusqu'à Mystic Falls. 

### Épisode 2:La Traque
- États-Unis : 10 octobre 2013 sur The CW
- France : 29 août 2014 sur NT1[13]
- Québec :  9 février 2017 sur VRAK.TV

- États-Unis : 2,14 millions de téléspectateurs[15] (première diffusion)

- Marguerite MacIntyre (Shérif Elizabeth Forbes)

Dévastée par une sinusite qui l'affaiblit au plus haut point, Katherine tente par tous les moyens d'échapper à Silas qui a lancé la ville entière à ses trousses. C'est avec l'aide de Matt et Jeremy que la jeune femme doit compter pour assurer sa protection. 
De son côté, Elena succombe au jeu malsain de Silas qui la persuade d'écarter Damon de ses plans en le tuant. 
Enfin, Bonnie reçoit la visite de Matt de « l'autre côté » dans lequel elle ne parvient pas à s'épanouir. Silas rencontre un voyageur et Nadia.

### Épisode 3:Le Péché originel
- États-Unis : 17 octobre 2013 sur The CW
- France : 5 septembre 2014 sur NT1
- Québec : 16 février 2017 sur VRAK

- États-Unis : 2,93 millions de téléspectateurs[16] (première diffusion)

D'étranges rêves persuadent Elena et Katherine qu'elles sont connectées à Stefan, ayant disparu du coffre-fort dans lequel il était enfermé. Accompagnées de Damon, les deux rivales partent à sa recherche, menant à un affrontement explosif avec la mystérieuse Nadia. 
Matt apprend que Nadia veut le protéger de Silas.

### Épisode 4:Pour qui sonne le glas
- États-Unis : 24 octobre 2013 sur The CW
- France : 5 septembre 2014 sur NT1
- Québec : 23 février 2017 sur VRAK

- États-Unis : 2,63 millions de téléspectateurs[17] (première diffusion)

Alors que Mystic Falls fête la « journée du souvenir » pour honorer les morts, Damon et Elena essaient d'aider Stefan devenu amnésique, une tâche qui finit par raviver de vieux souvenirs pour Elena.
Jeremy avoue à Damon que Bonnie est morte puis s'ensuit des funérailles en son honneur.
Caroline fait une référence à Grey's anatomy

### Épisode 5:Le Grand Bal
- États-Unis : 31 octobre 2013 sur The CW
- France : 12 septembre 2014 sur NT1
- Québec : sur 2 mars 2017 VRAK

- États-Unis : 2,07 millions de téléspectateurs[18] (première diffusion)

À l'université, le bal costumé se prépare tandis que Damon conclu un pacte avec Silas pour que Bonnie revienne à la vie. Pour cela, il faut que Silas devienne un sorcier, il faut qu'il prenne le remède tout entier en buvant tout le sang de Katherine. 

### Épisode 6:L'Expérience ultime
- États-Unis : 7 novembre 2013 sur The CW
- France : 12 septembre 2014 sur NT1
- Québec : 9 mars 2017 sur VRAK

- États-Unis : 2,59 millions de téléspectateurs[19] (première diffusion)

Contre toute attente, Katherine est toujours en vie après que Silas ait bu son sang pour ingurgiter le remède. À la recherche d'un logement, la jeune femme prend la place d'Elena dans le dortoir universitaire et aide Caroline à obtenir des informations de la part de l'énigmatique Dr Maxfield. Ainsi, Katherine usurpe l'identité d'Elena lors d'une réunion secrète sur le campus dont les membres semblent très intéressés par les vampires.

### Épisode 7:Le Dernier Sortilège
- États-Unis : 14 novembre 2013 sur The CW
- France : 12 septembre 2014 sur NT1[20]
- Québec : 16 mars 2017  sur VRAK

- États-Unis : 2,72 millions de téléspectateurs[21] (première diffusion)

Stefan a retrouvé la mémoire et n'a désormais qu'une obsession : se venger de Silas et le tuer. 
Quand Bonnie rencontre Amara, Amara montre qu'elle peut à la fois la voir et la toucher car elle est l'ancre de l'autre côté.
Damon et Elena se rendent compte que la seule façon de faire revenir Bonnie est de la faire devenir l'ancre de l'autre côté. C'est pourquoi Damon va voir Qetsiyah et lui demande si elle peut réaliser le sort. Qetsiyah lui révèle que la seule façon de faire fonctionner le sort est de réunir Amara, Elena et Katherine ensemble et d'obtenir une goutte de leur sang. 
Stefan parvient à ses fins : il tue Silas et Amara se suicide. Qetsiyah se suicide aussi et, par la même occasion, devient le premier être surnaturel à "transiter" par Bonnie en lui souhaitant, non sans ironie, un bon courage pour accomplir ce nouveau rôle qu'est d'incarner l'ancre...

### Épisode 8:Souffrir ou périr
- États-Unis : 21 novembre 2013 sur The CW
- France : 19 septembre 2014 sur NT1
- Québec : 23 mars 2017 sur VRAK

- États-Unis : 2,67 millions de téléspectateurs[22] (première diffusion)

Avec le retour de Bonnie, Elena et Caroline décident d'organiser une fête, mais Bonnie souffre lorsque les créatures surnaturelles meurent et veulent passer de l'autre côté car elle est l'ancre. 
Jesse, qui est devenu vampire demande de l'aide à Caroline.  
Katherine oblige Gregor (dans le corps de Matt) à lui révéler ses motivations. Gregor révèle que sa mission était de tuer Silas puis Katherine. Celle-ci le poignarde avec un couteau spécial et l'esprit de Gregor est contraint de quitter le corps de Matt.

### Épisode 9:Entre quatre murs
- États-Unis : 5 décembre 2013 sur The CW
- France : 19 septembre 2014 sur NT1
- Québec : 30 mars 2017 sur VRAK

- États-Unis : 2,36 millions de téléspectateurs[23] (première diffusion)

Stefan est toujours incapable de surmonter ce qui s'est passé l'été dernier. Caroline, avec l'aide de Katherine, décide de l'aider à surmonter son trouble de stress post-traumatique. Elle l'enferme dans le cercueil où il a été enfermé pendant trois mois en compagnie de Katherine, qui lui dit que la douleur qu'il ressent n'est pas physique mais émotionnelle du fait de sa rupture avec Elena. L'état de Stefan s'améliore ainsi, et c'est en grande partie grâce à Katherine.
Pendant ce temps, Elena est incapable de trouver Damon, alors elle se tourne vers Aaron pour savoir où est Wes. Aaron emmène Elena chez lui et lui révèle qu'il est un membre de la famille Whitmore et que Wes Maxfield est son tuteur légal. Elena découvre sur une photo que son père travaillait pour Augustine. Wes Maxfield l'attaque par derrière et lui injecte de la veine de venus
Damon (via des flashbacks), raconte à Elena qu'en 1953 il avait été capturé par Augustine pour être utilisé comme cobaye dans des expériences sur des vampires pendant cinq longues années. Pendant son emprisonnement, il avait connu un autre vampire, Enzo, un vétéran de la guerre qui l'avait aidé à ne pas devenir fou. Cependant, Damon révèle à Elena qu'il ne s'est échappé que parce qu'il avait éteint ses émotions et laissé son ami Enzo pour mort. Les deux tourtereaux sont attaqués par Aaron, maintenant au courant de l'existence des vampires. Damon lui révèle que c'est lui qui a tué ses parents et toute sa famille, parce qu'il avait promis à Enzo que s'il sortait vivant de la situation, il exterminerait toutes les générations de Whitmore, ne laissant à chaque fois qu'un seul survivant.
Stefan et Katherine couchent ensemble à la surprise de Caroline.

### Épisode 10:Monnaie d'échange
- États-Unis : 12 décembre 2013 sur The CW
- France : 19 septembre 2014 sur NT1
- Québec : 6 avril 2017 sur VRAK

- États-Unis : 2,44 millions de téléspectateurs[24] (première diffusion)

Alors qu'Elena est piégée par Wes, qui poursuit ses recherches ; Damon demande de l'aide à Stefan pour retrouver Elena. Wes révèle à Elena que son père utilisait le sang des vampires pour guérir d'autres personnes. 
Pendant ce temps, la vieillesse de Katherine s'accélère et elle demande de l'aide à Matt.

### Épisode 11:La Survivante
- États-Unis : 23 janvier 2014 sur The CW
- France : 26 septembre 2014 sur NT1
- Québec : 13 avril 2017 sur VRAK

- États-Unis : 2,72 millions de téléspectateurs[25] (première diffusion)

- Marguerite MacIntyre (Shérif Elizabeth Forbes)

Tout le monde se prépare à la mort de Katherine. Damon, Jeremy, Bonnie, Caroline, Matt et Elena fêtent sa mort prochaine en buvant des shoots. Seul Stefan éprouve assez de compassion pour ne pas se joindre à eux. Damon, quant à lui, s'amuse à torturer psychologiquement Katherine sur son lit de mort. Nadia, prête à tout pour sauver sa mère propose d'insérer l'âme de Katherine dans son corps. Sachant que personne n'approuverait, elle a kidnappé Matt et l'a enfermé dans une boite. À la fin de l'épisode, Katherine reçoit une ultime visite d'Elena et les deux doubles Petrova se pardonnent mutuellement. Mais juste avant de mourir, Katherine piège Elena et prend le contrôle de son corps. Alors que son propre corps meurt, Katherine vit désormais dans le corps d'Elena. On assiste au retour des Originels et surtout de Klaus qui rend visite à Caroline et qui finit par coucher avec elle. 
- Cet épisode est le 100e de la série.
- Cet épisode voit également le grand retour de Sara Canning  dans le rôle de Jenna Sommers, de  David Anders  en tant que Jonathan "John" Gilbert, de  Kayla Ewell  en tant que Vicki Donovan et de  Daniel Gillies  dans le rôle d'Elijah Mikaelson , le temps d'une courte scène.

### Épisode 12:Le Corps et l'Esprit
- États-Unis : 30 janvier 2014 sur The CW
- France : 26 septembre 2014 sur NT1
- Québec : 20 avril 2017 sur VRAK

- États-Unis : 2,42 millions de téléspectateurs[26] (première diffusion)

Mia fait en sorte que Katherine ait le contrôle total du corps d'Elena, mais pour cela, il faut le corps de la défunte. Katherine décide d'utiliser le corps d'Elena et de vivre sa vie, elle contraint Matt à lui donner des informations à son sujet. 
Caroline pense révéler à Elena (qui est en fait Katherine) qu'elle a couché avec Klaus, ce qui rend Tyler furieux. 

### Épisode 13:Le Démon dans la peau
- États-Unis : 6 février 2014 sur The CW
- France : 26 septembre 2014 sur NT1
- Québec : 27 avril 2017 sur VRAK

- États-Unis : 2,16 millions de téléspectateurs[27] (première diffusion)

Bonnie découvre qu'une des filles de sa classe nommée Liv est une sorcière. 
Toujours dévasté par sa rupture avec Elena qui est en réalité Katherine, Damon collabore maintenant avec son vieil ami Enzo. Tous les deux essaient de retrouver le professeur Maxfield afin de le tuer pour supprimer tous les membres de l'Augustine. Ne trouvant pas le professeur, Enzo et Damon menacent de tuer Jeremy, si la nouvelle sorcière ne lance pas un sort de localisation.
Pendant ce temps, Tyler découvre que Nadia utilise ses pouvoirs de vampire sur Matt. Matt découvre la vérité sur Katherine mais, sous la menace de Nadia, ne peut en parler à Tyler.

### Épisode 14:Le Virus du boucher
- États-Unis : 27 février 2014 sur The CW
- France : 26 septembre 2014 sur NT1
- Québec : 4 mai 2017 sur VRAK

- États-Unis : 2,03 millions de téléspectateurs[28] (première diffusion)

Stefan apprend que Damon se nourrit de sang de vampires à cause de Wes Maxfield. Il commence à regretter leur dernière conversation et décide d'aller sauver Damon. Katherine apprend que Matt a découvert son secret. Pour se rapprocher de Stefan, qu'elle veut conquérir, Katherine en tant qu'Elena, décide de l'accompagner mais elle espère aussi faire en sorte que Stefan tue son frère en voulant la protéger. 
Le Dr Maxfield, avec l'aide des voyageurs, tendent un piège à Enzo et Damon dans le but de tester l'amitié de ce dernier envers Enzo, mais aussi de voir si Damon peut résister à l'envie de se nourrir de son ami. Enzo part avec Maxfield qui a encore besoin d'un service. Katherine embrasse Stefan.
Après avoir cerné les intentions de Nadia, Matt demande de l'aide à Caroline et Tyler pour protéger Elena, menant ainsi à un affrontement violent entre les protagonistes.

### Épisode 15:Rendez-vous en enfer
- États-Unis : 6 mars 2014 sur The CW
- France : 3 octobre 2014 sur NT1
- Québec : 11 mai 2017  sur VRAK

- États-Unis : 2,19 millions de téléspectateurs[29] (première diffusion)

Nadia, mourante, se remémore l'époque où elle était à la recherche de sa mère.
Stefan, Caroline et Matt ont un plan pour sauver Elena possédée par Katherine.
Stefan enlève Nadia et la ramène au manoir des Salvatore. Il appelle ensuite Katherine et la confronte à un choix: soit elle prend la fuite,  soit elle décide de s'exposer aux autres en allant voir une dernière fois sa fille. Elle décide de faire ses adieux à sa fille, qui meurt ainsi apaisée. Katherine décide finalement d'arrêter de courir une fois pour toutes et accepte l'inéluctable. Après avoir fait des adieux sarcastiques, elle est finalement poignardée par Stefan, qui l'expulse à jamais du corps d'Elena grâce au couteau des Voyageurs. 

### Épisode 16:L'Antidote
- États-Unis : 20 mars 2014 sur The CW
- France : 3 octobre 2014 sur NT1
- Québec : 18 mai 2017 sur VRAK

- États-Unis : 2,28 millions de téléspectateurs[30] (première diffusion)

Elena, infectée par le virus, est retenue par un sort dans la résidence universitaire. Lorsque Stefan tente de lui expliquer ce qu'elle a manqué pendant ces trois dernières semaines, son premier réflexe est d'appeler Damon.
Caroline découvre que le Dr Wes a ajouté du venin de loup-garou du sang de Nadia pour amplifier le virus. Enzo apparaît et prétend avoir un antidote pour le virus, mais a besoin de Stefan avant de le leur remettre.
Elena a des hallucinations. Elle pense avoir tué Aaron et tente de le contacter. 
Stefan et Caroline font la connaissance de Sloan qui cherche le dernier double de Stefan. 
À la résidence, Elena rencontre Luke et lui demande de trouver Bonnie et la nouvelle sorcière. Elle veut absolument être libérée et essaye de tuer Liv qui finit par lever le sort d'enfermement. Damon avoue à Elena que c'est lui qui a tué Aaron. Enzo arrive pour leur donner l'antidote. 
Luke demande à Liv (qui est en fait sa sœur et bien plus douée en sorcellerie qu'on ne le pense) comment va l'ancre. 

### Épisode 17:Un nouveau danger
- États-Unis : 27 mars 2014 sur The CW
- France : 3 octobre 2014 sur NT1
- Québec : 25 mai 2017 sur VRAK

- États-Unis : 1,73 million de téléspectateurs[31] (première diffusion)

Caroline et Enzo se rendent tous les deux à Atlanta afin de retrouver le dernier double mortel de Stefan et le tuer. Il s'agit d'un infirmier qui se nomme Tom Avery grâce aux visions de Stefan. Caroline décide de lui laisser la vie sauve, mais Enzo se charge de lui briser la nuque.

### Épisode 18:Entre deux mondes
- États-Unis : 17 avril 2014 sur The CW
- France : 3 octobre 2014 sur NT1
- Québec : 1er juin 2017 sur VRAK

- États-Unis : 1,66 million de téléspectateurs[32] (première diffusion)

- Marguerite MacIntyre (Shérif Elizabeth Forbes)

Stefan et Elena ont des visions l'un de l'autre, d'une vie qu'ils auraient pu vivre dans le futur. 
Bonnie rencontre sa grand-mère qui l'avertit que quelque chose est en train de se passer de l'autre côté. De plus, si l'autre côté venait à disparaître, Bonnie pourrait ne pas survivre.
Les voyageurs veulent prendre le contrôle de Mystic Falls en possédant les personnalités de la ville. Liv, Matt, Jeremy et Tyler tentent de les en empêcher. Après avoir libéré la mère de Caroline avec le poignard, Tyler se retrouve possédé à son tour par un voyageur. Quant au poignard, il est détruit par Markos.
- Cet épisode a été réalisé par Paul Wesley[33].

### Épisode 19:Le Sang des doubles
- États-Unis : 24 avril 2014 sur The CW
- France : 10 octobre 2014 sur NT1
- Québec :  8 juin 2017 sur VRAK

- États-Unis : 1,81 million de téléspectateurs[34] (première diffusion)

- Marguerite MacIntyre (Shérif Elizabeth Forbes)

Damon demande le couteau pour éliminer les Voyageurs mais Jeremy et Matt lui annoncent qu'il a disparu.
Enzo révèle à Elena, Stefan et Bonnie qu'il a appris ce qui est arrivé à Maggie, celle qui l'aimait. Quelqu'un l'a tuée et lui a arraché la tête dans les années 60 et il pense que c'est Stefan qui est responsable de cela. Essayant de calmer Enzo, Damon intervient, mais Enzo éteint son humanité et s'en prend à Elena et finalement, Stefan le tue et garde cet incident pour lui en décidant de ne rien dire à son frère. 

### Épisode 20:Derrière les apparences
- États-Unis : 1er mai 2014 sur The CW
- France : 10 octobre 2014 sur NT1
- Québec :  15 juin 2017 sur VRAK

- États-Unis : 1,84 million de téléspectateurs[35] (première diffusion)

Lorsque Tyler annonce aux frères Salvatore que Markos compte briser la malédiction des Voyageurs en drainant le sang de Stefan et Elena, Damon suggère aux autres d'aller les cacher dans une cabane qui appartenait au père de Caroline et Luke utilise un sort de blocage pour cacher Elena et Stefan des Voyageurs avec la magie. Une fois sur place, Caroline a des suspicions sur le fait que Stefan et Elena gardent un secret mais Damon par le biais d'un jeu tente de percer la vérité. 
Lorsque Enzo en tant que fantôme se rend compte qu'il peut interagir physiquement avec les gens dans le monde réel, il décide de se venger. 
Pendant ce temps, Matt et Jeremy veulent empêcher la possession du corps de Tyler définitivement par Julian.

### Épisode 21:Terre promise
- États-Unis : 8 mai 2014 sur The CW
- France : 10 octobre 2014 sur NT1
- Québec : 22 juin 2017 sur VRAK

- États-Unis : 1,5 million de téléspectateurs[36] (première diffusion)

Stefan et Elena se font vider de leur sang par Markos.
Enzo, qui est déterminé à trouver un moyen de revenir parmi les vivants continue de tourmenter Bonnie mais celle-ci sait pertinemment qu'il n'y a aucun moyen pour faire revenir Enzo.
Maria, la femme de Julian qui a libéré Stefan et Elena tente de les reconduire à Mystic Falls mais ils sont brusquement arrêtés par Liv et Luke qui sont déterminés à tuer Elena ou Stefan pour arrêter le sort des Voyageurs.
Le projet de Markos qui est de détruire toute magie commence à faire effet car les bagues de protection contre la lumière du jour d'Elena, de Damon et de Stefan ne fonctionnent plus et Liv et Luke ne peuvent plus utiliser de magie.  
Lors d'une dispute, Julian, piégé dans le corps de Tyler, décide de venger la mort de sa femme en exécutant froidement Stefan, sous les yeux de Caroline, effondrée.
Bonnie est témoin du passage de Stefan vers l'autre côté et lui annonce que malheureusement, elle n'a pas trouvé le moyen de le ramener parmi les vivants. 

### Épisode 22:Revenir, ensemble
- États-Unis : 15 mai 2014 sur The CW[37]
- France : 10 octobre 2014 sur NT1
- Québec : sur 29 juin 2017 sur VRAK

- États-Unis : 1,61 million de téléspectateurs[38] (première diffusion)

- Marguerite MacIntyre (Shérif Elizabeth Forbes)

Caroline est toujours bouleversée par la mort de Stefan mais Bonnie et Enzo font appel à Silas pour pouvoir ramener Stefan de l'au-delà. 
Elena exige que Liv l'aide à réaliser le sort mais Liv refuse de coopérer jusqu'à ce que Caroline brise la nuque de son frère, ce qui ne lui laisse plus le choix si elle veut voir revenir Luke.
Le shérif Forbes assiste à la mort de Tyler/Julian prouvant ainsi que la magie a quitté Mystic Falls et que la ville est maintenant sous le contrôle des Voyageurs.
Damon prévoit de rassembler les Voyageurs à un endroit précis, (le Mystic Grill),  puis de le faire exploser afin de les tuer. Elena décide de l'accompagner dans cette mission suicide.
Leur plan réussi. Tous les Voyageurs, y compris Markos, sont tués,  ce qui permet à Bonnie d'ouvrir un passage vers l'autre-delà, permettant ainsi de faire ramener tous leurs amis qui sont décédés.